# گل احمد امینی
گل احمد امینی (زاده: ۱۳۵۲ هرات، ولایت هرات) سیاست‌مدار افغانستانی و نماینده مردم هرات در دوره پانزدهم مجلس نمایندگان افغانستان است.

## زندگی‌نامه
گل احمد امینی متولد ۱۳۵۲ از شهر هرات افغانستان است. وی دارای مدرک تحصیلی لیسانس است.

## دیگر فعالیت‌ها
- مدیر حج و اوقاف.[۱]
- مدیر مدرسه و مدرس.[۱]